# Болотничка серпова
Болотничка серпова (Palustriella falcata) — вид мохів порядку гіпнобрієвих (Hypnales).

## Поширення
Ареал охоплює такі частини світу: Європа, Північна Америка, Азія.

## Характеристика

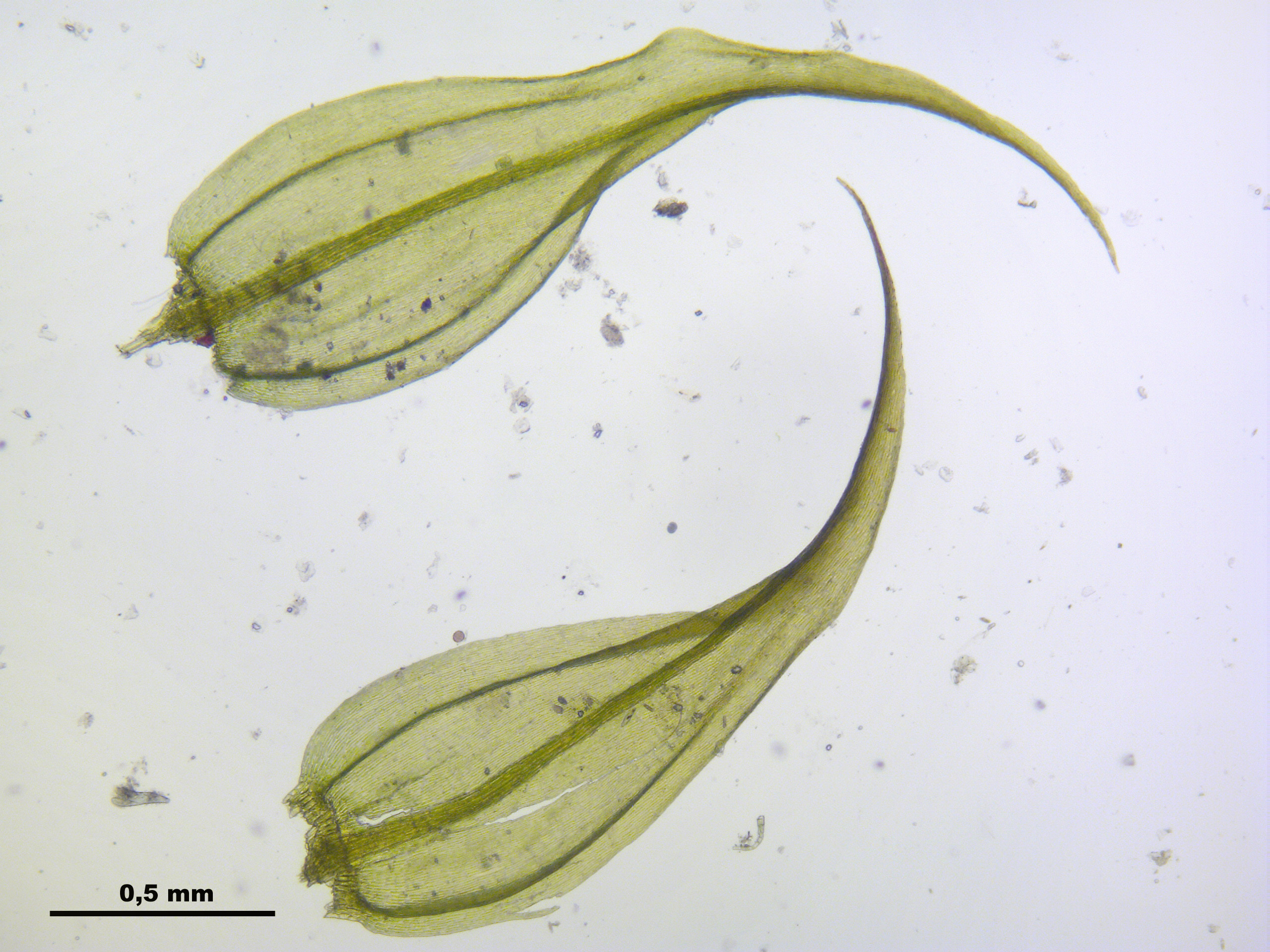

Рослини грубі. Стебла з парафіліями від кількох до багатьох, поширені на стеблі або часто ± поперечними смугами. Стеблові листки поступово звужені до верхівки, увігнуті. Листя гілок дрібніше.